# Comuni del Cile

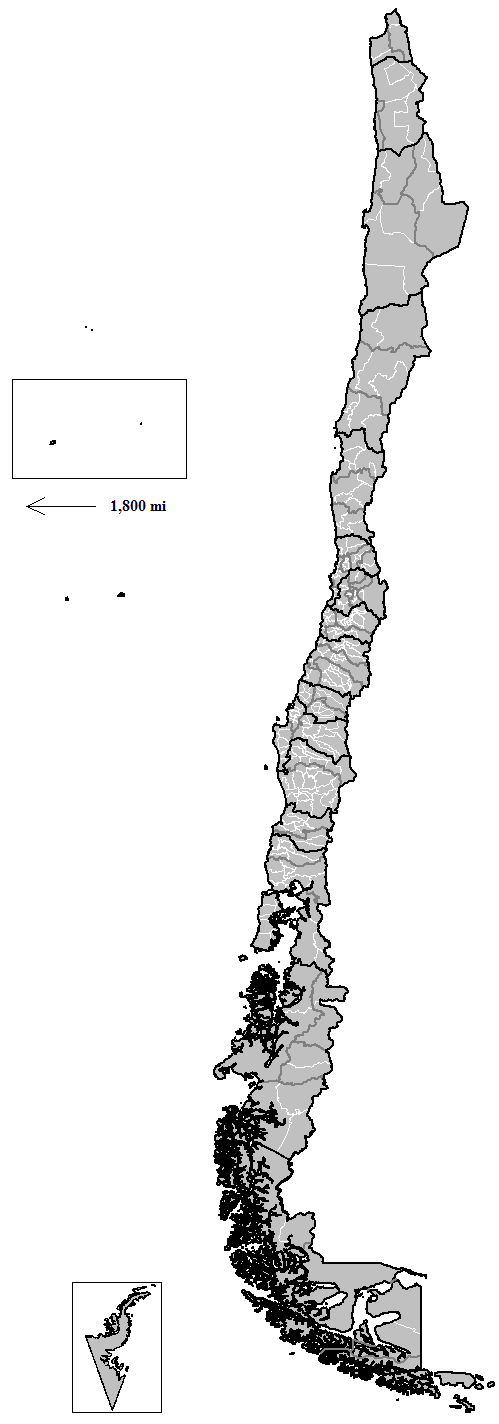
Municipalità del Cile

Un comune è la più piccola suddivisione amministrativa del Cile e può comprendere città, paesi, villaggi, frazioni e aree rurali. In aree densamente popolate non c'è distinzione tra i limiti della città e quelli del comune che la contiene, mentre in aree rurali un singolo comune può contenere più centri abitati di varie dimensioni.
Ogni comune è governato da una municipalità eletta direttamente, con un sindaco (alcalde) e un gruppo di consiglieri (concejales), per un mandato di quattro anni. Per legge una municipalità può governare uno o più comuni; l'unico caso è la municipalità di Cabo de Hornos, che oltre al comune omonimo amministra anche il comune di Antártica costituito dai territori dell'Antartide rivendicati dal Cile.
I 346 comuni del Cile sono raggruppati in 56 province, a loro volta raggruppate in 16 regioni.

## Lista per regione e provincia
Tradizionalmente le regioni cilene sono elencate in ordine geografico da nord a sud, lasciando la regione metropolitana della capitale per ultima. La lista seguente riflette l'ordine anche all'interno delle singole regioni.

### Regione XV - Arica e Parinacota

#### Provincia di Arica
- Arica
- Camarones

#### Provincia di Parinacota
- Putre
- General Lagos

### Regione I - Tarapacá

#### Provincia di Iquique
- Iquique
- Alto Hospicio

#### Provincia del Tamaruga]
- Camiña
- Colchane
- Huara
- Pica
- Pozo Almonte

### Regione II - Antofagasta

#### Provincia di Antofagasta
- Antofagasta
- Mejillones
- Sierra Gorda
- Taltal

#### Provincia di El Loa
- Calama
- Ollagüe
- San Pedro de Atacama

#### Provincia di Tocopilla
- Tocopilla
- María Elena

### Regione III - Atacama

#### Provincia di Copiapó
- Copiapó
- Caldera
- Tierra Amarilla

#### Provincia di Chañaral
- Chañaral
- Diego de Almagro

#### Provincia di Huasco
- Vallenar
- Alto del Carmen
- Freirina
- Huasco

### Regione IV - Coquimbo

#### Provincia di Elqui
- La Serena
- Coquimbo
- Andacollo
- La Higuera
- Paihuano
- Vicuña

#### Provincia di Choapa
- Illapel
- Canela
- Los Vilos
- Salamanca

#### Provincia di Limarí
- Ovalle
- Combarbalá
- Monte Patria
- Punitaqui
- Río Hurtado

### Regione V - Valparaíso

#### Provincia di Valparaíso
- Valparaíso
- Casablanca
- Concón
- Juan Fernández
- Puchuncaví
- Quintero
- Viña del Mar

#### Provincia dell'Isola di Pasqua
- Isola di Pasqua

#### Provincia di Los Andes
- Los Andes
- Calle Larga
- Rinconada
- San Esteban

#### Provincia di Marga Marga
- Quilpué
- Limache
- Olmué
- Villa Alemana

#### Provincia di Petorca
- La Ligua
- Cabildo
- Papudo
- Petorca
- Zapallar

#### Provincia di Quillota
- Quillota
- La Calera
- Hijuelas
- La Cruz
- Nogales

#### Provincia di San Antonio
- San Antonio
- Algarrobo
- Cartagena
- El Quisco
- El Tabo
- Santo Domingo

#### Provincia di San Felipe de Aconcagua
- San Felipe
- Catemu
- Llaillay
- Panquehue
- Putaendo
- Santa María

### Regione VI - Libertador General Bernardo O'Higgins

#### Provincia di Cachapoal
- Rancagua
- Codegua
- Coinco
- Coltauco
- Doñihue
- Graneros
- Las Cabras
- Machalí
- Malloa
- Mostazal
- Olivar
- Peumo
- Pichidegua
- Quinta de Tilcoco
- Rengo
- Requínoa
- San Vicente de Tagua Tagua

#### Provincia Cardenal Caro
- Pichilemu
- La Estrella
- Litueche
- Marchigüe
- Navidad
- Paredones

#### Provincia di Colchagua
- San Fernando
- Chépica
- Chimbarongo
- Lolol
- Nancagua
- Palmilla
- Peralillo
- Placilla
- Pumanque
- Santa Cruz

### Regione VII - Maule

#### Provincia di Talca
- Talca
- Constitución
- Curepto
- Empedrado
- Maule
- Pelarco
- Pencahue
- Río Claro
- San Clemente
- San Rafael

#### Provincia di Cauquenes
- Cauquenes
- Chanco
- Pelluhue

#### Provincia di Curicó
- Curicó
- Hualañé
- Licantén
- Molina
- Rauco
- Romeral
- Sagrada Familia
- Teno
- Vichuquén

#### Provincia di Linares
- Linares
- Colbún
- Longaví
- Parral
- Retiro
- San Javier de Loncomilla
- Villa Alegre
- Yerbas Buenas

### Regione XVI - Ñuble

#### Provincia di Itata
- Cobquecura
- Coelemu
- Ninhue
- Portezuelo
- Quirihue
- Ránquil
- Treguaco

#### Provincia di Diguillín
- Chillán
- Bulnes
- Chillán Viejo
- El Carmen
- Pemuco
- Pinto
- Quillón
- San Ignacio
- Yungay

#### Provincia di Punilla
- Coihueco
- Ñiquén
- San Carlos
- San Fabián
- San Nicolás

### Regione VIII - Bío Bío

#### Provincia di Concepción
- Concepción
- Coronel
- Chiguayante
- Florida
- Hualqui
- Lota
- Penco
- San Pedro de la Paz
- Santa Juana
- Talcahuano
- Tomé
- Hualpén

#### Provincia di Arauco
- Lebu
- Arauco
- Cañete
- Contulmo
- Curanilahue
- Los Álamos
- Tirúa

#### Provincia di Biobío
- Los Ángeles
- Antuco
- Cabrero
- Laja
- Mulchén
- Nacimiento
- Negrete
- Quilaco
- Quilleco
- San Rosendo
- Santa Bárbara
- Tucapel
- Yumbel
- Alto Biobío

### Regione IX -Araucanía

#### Provincia di Cautín
- Temuco
- Carahue
- Cunco
- Curarrehue
- Freire
- Galvarino
- Gorbea
- Lautaro
- Loncoche
- Melipeuco
- Nueva Imperial
- Padre Las Casas
- Perquenco
- Pitrufquén
- Pucón
- Saavedra
- Teodoro Schmidt
- Toltén
- Vilcún
- Villarrica
- Cholchol

#### Provincia di Malleco
- Angol
- Collipulli
- Curacautín
- Ercilla
- Lonquimay
- Los Sauces
- Lumaco
- Purén
- Renaico
- Traiguén
- Victoria

### Regione XIV - Los Ríos

#### Provincia di Valdivia
- Valdivia
- Corral
- Lanco
- Los Lagos
- Máfil
- Mariquina
- Paillaco
- Panguipulli

#### Provincia del Ranco
- Futrono
- Lago Ranco
- Río Bueno
- La Unión

### Regione X - Los Lagos

#### Provincia di Llanquihue
- Puerto Montt
- Calbuco
- Cochamó
- Fresia
- Frutillar
- Los Muermos
- Llanquihue
- Maullín
- Puerto Varas

#### Provincia di Chiloé
- Castro
- Ancud
- Chonchi
- Curaco de Vélez
- Dalcahue
- Puqueldón
- Queilén
- Quellón
- Quemchi
- Quinchao

#### Provincia di Osorno
- Osorno
- Puerto Octay
- Purranque
- Puyehue
- Río Negro
- San Juan de la Costa
- San Pablo

#### Provincia di Palena
- Futaleufú
- Chaitén
- Hualaihué
- Palena

### Regione XI - Aysén

#### Provincia di Coyhaique
- Coyhaique
- Lago Verde

#### Provincia di Aysén
- Aysén
- Cisnes
- Guaitecas

#### Provincia Capitán Prat
- Cochrane
- O'Higgins
- Tortel

#### Provincia General Carrera
- Chile Chico
- Río Ibáñez

### Regione XII - Magellano e Antartide Cilena

#### Provincia di Magallanes
- Punta Arenas
- Laguna Blanca
- Río Verde
- San Gregorio

#### Provincia Antartica Cilena
- Cabo de Hornos (in precedenza Navarino)
- Antártica

#### Provincia di Tierra del Fuego
- Porvenir
- Primavera
- Timaukel

#### Provincia di Última Esperanza
- Natales
- Torres del Paine

### RM - Regione Metropolitana di Santiago

#### Provincia di Santiago
- Santiago del Cile
- Cerrillos
- Cerro Navia
- Conchalí
- El Bosque
- Estación Central
- Huechuraba
- Independencia
- La Cisterna
- La Florida
- La Granja
- La Pintana
- La Reina
- Las Condes
- Lo Barnechea
- Lo Espejo
- Lo Prado
- Macul
- Maipú
- Ñuñoa
- Pedro Aguirre Cerda
- Peñalolén
- Providencia
- Pudahuel
- Quilicura
- Quinta Normal
- Recoleta
- Renca
- San Joaquín
- San Miguel
- San Ramón
- Vitacura

#### Provincia di Cordillera
- Puente Alto
- Pirque
- San José de Maipo

#### Provincia di Chacabuco
- Colina
- Lampa
- Tiltil

#### Provincia di Maipo
- San Bernardo
- Buin
- Calera de Tango
- Paine

#### Provincia di Melipilla
- Melipilla
- Alhué
- Curacaví
- María Pinto
- San Pedro

#### Provincia di Talagante
- Talagante
- El Monte
- Isla de Maipo
- Padre Hurtado
- Peñaflor